# Isozoanthus
Isozoanthus  Carlgren in Chun, 1903 è un genere di esacoralli della famiglia Parazoanthidae.

## Tassonomia
Comprende le seguenti specie:
- Isozoanthus africanus Carlgren, 1923
- Isozoanthus altisulcatus Carlgren, 1939
- Isozoanthus arborescens Danielssen, 1890
- Isozoanthus arenosus Carlgren, 1923
- Isozoanthus bulbosus Carlgren, 1913
- Isozoanthus capensis Carlgren, 1938
- Isozoanthus davisi Carlgren, 1913
- Isozoanthus dubius Carlgren, 1913
- Isozoanthus giganteus Carlgren in Chun, 1903
- Isozoanthus gilchristi Carlgren, 1938
- Isozoanthus ingolfi Carlgren, 1913
- Isozoanthus islandicus Carlgren, 1913
- Isozoanthus magninsulosus Carlgren, 1913
- Isozoanthus multinsulosus Carlgren, 1913
- Isozoanthus sulcatus Gosse, 1860
- Isozoanthus valdivae Carlgren, 1923